# Anders Wallenius (präst)
Anders Wallenius, född 1615 i Västervåla socken, död 7 januari 1663 i Mora socken, var en svensk lärare, präst och poet.
Anders Wallenius var son till kyrkoherden Ericus Magni och Margareta Andersdotter. Han studerade 1625–1640 vid Västerås trivialskola och gymnasium. När han 1640 avreste till Uppsala universitet, förklarades han av Johannes Rudbeckius för filosofie kandidat. Han studerade sedan i Uppsala till 1643, under vilken tid han även gjorde en studieresa till Tyskland. Wallenius återvände sedan till Västerås gymnasium, där han blev lektor i hebreiska 1642, prästvigdes samma år och erhöll 1649 Harakers pastorat som prebende. 1650 blev han andre teologie lektor och pastor i Hubbo prebende samt 1659 förste teologie lektor och kyrkoherde i Badelunda. Tre gånger blev han vald till rektor, och han skall ha haft stort inflytande bland sina kollegor. Han var konsistoriets representant vid riksdagen 1652. Wallenius utnämndes 1660 till kyrkoherde i Mora, vilket ämbete han tillträdde 1 maj 1661. Under den korta tid han verkade där, knappt två år, tycks han ha gjort en betydande insats som ledare för sin stora församling. Han lade upp de första kyrkoböckerna, höll sträng disciplin och inrättade en skola. Redan tidigare hade han uppträtt som poet både på svenska och latin, men under ett av de två åren i Mora skrev han den dikt, som gjort honom känd: Dalavägvisaren eller Om sommaren sköna, när marken hon gläds. Det är en hembygdsdikt efter mönster från folkvisan med en poetisk omskrivning av sockennamnen och samtidigt en beskrivning av socknarna vid Öster- och Västerdalälven. Dikten utgavs första gången 1670 i omarbetat och förkortat tillstånd av Wallenius son. Originaldikten trycktes första gången 1884.